# Giorgio di Brandeburgo-Ansbach
Giorgio di Brandeburgo-Ansbach (Ansbach, 4 marzo 1484 – Ansbach, 27 dicembre 1543) detto il Pio (in tedesco: Georg der Fromme), fu margravio di Brandeburgo-Ansbach dal 1515 fino alla sua morte.

## Biografia

### Primi anni
Giorgio era il terzo degli otto figli di Federico I di Brandeburgo-Ansbach e di Sofia Jagellona, figlia di Casimiro IV di Polonia ed Elisabetta d'Asburgo. Attraverso la madre, era imparentato con la corte reale di Buda.
Entrò a servizio dello zio Ladislao II di Boemia, vivendo presso la sua corte fino al 1506. Il re lo accolse come un figlio adottivo. Gli affidò, nel 1515, il ducato di Oppeln, e nel 1516 lo fece membro del governo dell'Ungheria, e tutore di suo figlio, il futuro Luigi II d'Ungheria e Boemia.

### Territori e influenza
Alla corte ungherese vi erano due partiti schierati uno contro l'altro: il partito magiaro sotto la guida di Zápolyas e il partito tedesco sotto la guida di Giorgio di Brandeburgo, la cui autorità aumentò con l'acquisizione dei ducati di Racibórz e Oppeln.
Con l'ulteriore appropriazione del Ducato di Jägerndorf, Giorgio entrò in possesso di tutta l'Alta Slesia. Come proprietario e creditore ipotecario di questi territori ha preparato la strada per l'introduzione della Riforma protestante, come nella nativa Franconia.

### Conversione
Egli entrò in corrispondenza con Lutero, discutendo con lui dei problemi più importanti della fede, e nel 1524 lo incontrò personalmente nel corso dei negoziati per la secolarizzazione di suo fratello, Alberto.
Dopo l'ascesa di Luigi II, Giorgio è stato aiutato nei suoi sforzi di riforma dalla regina Maria, sorella di Carlo V e Ferdinando I, che è stata ben disposta verso la nuova dottrina. Il suo rapporto con il duca Federico II di Legnica e con il duca Carlo I di Münsterberg-Oels, che avevano già ammessa la Riforma nei loro paesi, hanno contribuito non poco all'espansione del Vangelo nei suoi territori.

### Riforma in Franconia
Nelle terre ereditarie in Franconia, dove con suo fratello maggiore Casimiro aveva assunto la reggenza al posto del padre, incontrò maggiori difficoltà, sebbene lo spirito popolare fosse incline alla Riforma. Grazie al suo matrimonio con una principessa bavarese e al suo comando militare nel servizio imperiale, suo fratello fu alleato più strettamente con la vecchia chiesa e resistette ai nuovi sforzi di riforma. Ma la pressione delle proprietà della terra lo costrinse presto a permettere la predicazione secondo la dottrina di Lutero, sebbene assicurasse la conservazione delle antiche cerimonie della chiesa, anche di quelle che erano contrarie alla nuova fede.
Fu solo dopo la morte di suo fratello che, come unico sovrano, riuscì a intraprendere e portare a termine con successo la riforma nei territori della Franconia con l'assistenza di consiglieri come Giovanni di Schwarzenberg-Hohenlandsberg e attraverso le nuove risoluzioni dell'assemblea di stato di Brandenburg-Ansbach (1528). Nello stesso tempo Giorgio mantenne la sua corrispondenza con Lutero e Philipp Melanchthon, discutendo di questioni come l'evangelizzazione dei monasteri, l'uso di proprietà monastiche per scopi evangelici, e in particolare la fondazione di scuole per il popolo e le scuole superiori per l'educazione di giovani di talento per il servizio di chiesa e stato. Cercò di guadagnare, grazie alla sua continua corrispondenza con Lutero e altri riformatori come Urbanus Rhegius, uomini efficienti per la predicazione del Vangelo e per l'organizzazione della chiesa evangelica. Di pari passo con il Consiglio di Norimberga, lavorò per l'istituzione di una visita della chiesa sul modello di quello dell'elettorato di Sassonia, da cui, dopo ripetute revisioni ed emendamenti, si sviluppò l'eccellente ordinamento ecclesiastico del Brandeburgo-Norimberga del 1533. Dopo la sua introduzione a Norimberga e nei suoi territori in Franconia, fu introdotto anche nei suoi domini in Alta Slesia.

### Influenza oltre i suoi territori
La sua influenza si manifestò anche nello sviluppo della Riforma tedesca nel suo complesso. Quando un'unione degli evangelici nella Germania superiore e inferiore fu contemplata come un mezzo per migliorare la difesa contro le misure di rappresaglia della Chiesa cattolica romana, nel 1529 Giorgio incontrò l'elettore Giovanni di Sassonia a Schleiz, dove concordarono alcuni articoli di fede e confessione dovevano essere redatte da Lutero; la commissione fu eseguita nei diciassette articoli di Schwabach sulla base delle quindici tesi dei colloqui di Marburg.
Si oppose energicamente all'imperatore alla Dieta di Augusta nel 1530, quando l'imperatore chiese la proibizione della predicazione evangelica. Ferdinando offrì a Giorgio dei possedimenti slesiani se lo avesse appoggiato, ma rifiutò fortemente. Accanto all'elettore di Sassonia, fu il primo tra i principi che difesero la riforma. Dopo la morte di suo cugino, Gioacchino I, che era un rigoroso romanista, assistette i suoi figli nell'introduzione della Riforma nei territori dell'elettorato di Brandeburgo. Prese parte al colloquio religioso di Ratisbona nel 1541, dove l'elettore Gioacchino II fece un ultimo tentativo per colmare le differenze tra i romanisti e gli evangelici e con suo nipote chiese la collaborazione di Lutero. La dieta di Ratisbona è stata l'ultima riunione religiosa a cui ha partecipato.

## Matrimoni

### Primo Matrimonio
Sposò, nel 1509, Beatrice di Frangipan (1480-1510), vedova di Giovanni Corvino. Non ebbero figli.

### Secondo Matrimonio
Sposò, nel 1525 Edvige di Münsterberg-Oels (1508-1531), figlia di Carlo I di Münsterberg-Oels. Ebbero due figlie:
- Anna Maria di Brandeburgo-Ansbach (1526-1589), sposò Cristoforo di Württemberg, ebbero quattro figli;
- Sabina di Brandeburgo-Ansbach (1529-1575), sposò Giovanni Giorgio di Brandeburgo, ebbero quattro figli.

### Terzo Matrimonio
Sposò, nel 1533, Emilia di Sassonia, figlia di Enrico IV di Sassonia. Ebbero quattro figli:
- Sofia di Brandeburgo-Ansbach (1535-1587), sposò Enrico XI di Legnica, ebbero sei figli;
- Barbara (1536-1591);
- Dorotea Caterina di Brandeburgo-Ansbach (1538-1604), sposò Enrico V di Plauen, non ebbero figli;
- Giorgio Federico (1539-1603).

## Ascendenza
|                                   |                       |                                | Genitori                       |  |  | Nonni |  |  | Bisnonni                  |  |  | Trisnonni                |  |
|                                   |                       |                                |                                |  |  |       |  |  | Federico I di Brandeburgo |  |  | Federico V di Norimberga |  |
|                                   |                       |                                |                                |  |  |       |  |  | Federico I di Brandeburgo |  |  | Federico V di Norimberga |  |
|                                   |                       | Elisabetta di Meißen           |                                |  |  |       |  |  | Federico I di Brandeburgo |  |  |                          |  |
| Alberto III di Brandeburgo        |                       |                                |                                |  |  |       |  |  | Federico I di Brandeburgo |  |  |                          |  |
|                                   |                       | Elisabetta di Baviera-Landshut | Federico di Baviera-Landshut   |  |  |       |  |  |                           |  |  |                          |  |
|                                   |                       | Elisabetta di Baviera-Landshut | Federico di Baviera-Landshut   |  |  |       |  |  |                           |  |  |                          |  |
|                                   |                       | Elisabetta di Baviera-Landshut | Maddalena Visconti             |  |  |       |  |  |                           |  |  |                          |  |
| Federico I di Brandeburgo-Ansbach |                       | Elisabetta di Baviera-Landshut |                                |  |  |       |  |  |                           |  |  |                          |  |
|                                   |                       | Federico II di Sassonia        | Federico I di Sassonia         |  |  |       |  |  |                           |  |  |                          |  |
|                                   |                       | Federico II di Sassonia        | Federico I di Sassonia         |  |  |       |  |  |                           |  |  |                          |  |
|                                   |                       | Federico II di Sassonia        | Caterina di Brunswick-Lüneburg |  |  |       |  |  |                           |  |  |                          |  |
| Anna di Sassonia                  |                       | Federico II di Sassonia        |                                |  |  |       |  |  |                           |  |  |                          |  |
|                                   |                       | Margherita d'Austria           | Ernesto I d'Asburgo            |  |  |       |  |  |                           |  |  |                          |  |
|                                   |                       | Margherita d'Austria           | Ernesto I d'Asburgo            |  |  |       |  |  |                           |  |  |                          |  |
|                                   |                       | Margherita d'Austria           | Cimburga di Masovia            |  |  |       |  |  |                           |  |  |                          |  |
| Giorgio di Brandeburgo-Ansbach    |                       | Margherita d'Austria           |                                |  |  |       |  |  |                           |  |  |                          |  |
|                                   | Ladislao II Jagellone | Algirdas                       |                                |  |  |       |  |  |                           |  |  |                          |  |
|                                   | Ladislao II Jagellone | Algirdas                       |                                |  |  |       |  |  |                           |  |  |                          |  |
|                                   | Ladislao II Jagellone | Uliana di Tver'                |                                |  |  |       |  |  |                           |  |  |                          |  |
| Casimiro IV di Polonia            | Ladislao II Jagellone |                                |                                |  |  |       |  |  |                           |  |  |                          |  |
|                                   |                       | Sofia Alšėniškė                | Andrea Olshansky               |  |  |       |  |  |                           |  |  |                          |  |
|                                   |                       | Sofia Alšėniškė                | Andrea Olshansky               |  |  |       |  |  |                           |  |  |                          |  |
|                                   |                       | Sofia Alšėniškė                | Alexandra Drucka               |  |  |       |  |  |                           |  |  |                          |  |
| Sofia di Polonia                  |                       | Sofia Alšėniškė                |                                |  |  |       |  |  |                           |  |  |                          |  |
|                                   |                       | Alberto II d'Asburgo           | Alberto IV d'Asburgo           |  |  |       |  |  |                           |  |  |                          |  |
|                                   |                       | Alberto II d'Asburgo           | Alberto IV d'Asburgo           |  |  |       |  |  |                           |  |  |                          |  |
|                                   |                       | Alberto II d'Asburgo           | Giovanna di Baviera-Straubing  |  |  |       |  |  |                           |  |  |                          |  |
| Elisabetta d'Asburgo              |                       | Alberto II d'Asburgo           |                                |  |  |       |  |  |                           |  |  |                          |  |
|                                   |                       | Elisabetta di Lussemburgo      | Sigismondo di Lussemburgo      |  |  |       |  |  |                           |  |  |                          |  |
|                                   |                       | Elisabetta di Lussemburgo      | Sigismondo di Lussemburgo      |  |  |       |  |  |                           |  |  |                          |  |
|                                   |                       | Elisabetta di Lussemburgo      | Barbara di Cilli               |  |  |       |  |  |                           |  |  |                          |  |
|                                   |                       | Elisabetta di Lussemburgo      |                                |  |  |       |  |  |                           |  |  |                          |  |